# Рогачовка (Липецька область)
Рогачовка (рос. Рогачёвка) — присілок у Липецькому районі Липецької області Російської Федерації.
Населення становить 32  особи. Належить до муніципального утворення Івовська сільрада.

## Історія
З 13 червня 1934 до 1954 року у складі Воронезької області. Відтак входить до складу Липецької області.
Згідно із законом від 2 липня 2004 року №114-оз органом місцевого самоврядування є Івовська сільрада.

## Населення
| 1859 | 1900 | 1926 | 1997 | 2001 | 2010 | 2012 |
| ---- | ---- | ---- | ---- | ---- | ---- | ---- |
| 247  | ↘226 | ↗296 | ↘33  | ↘28  | ↗32  | →32  |